# Eheimer Mühle
Eheimer Mühle ist ein Ortsteil des oberschwäbischen Marktes Ottobeuren im Landkreis Unterallgäu.

## Geografie
Die Einöde Eheimer Mühle liegt etwa sechs Kilometer östlich von Ottobeuren. Der Ort ist an die Staatsstraße 2013 angebunden und über diese mit dem Hauptort verbunden. Im Ort entspringen zwei Nebengewässer der Schwelk.

## Geschichte
Die Eheimer Mühle gehörte zunächst zum Ort Eheim und war erblehenbar. Später wurde sie vom Kloster allodifiziert.